# Mastophora pacifica
Mastophora pacifica (Heydrich) Foslie, 1903  é o nome botânico de uma espécie de algas vermelhas pluricelulares do gênero Mastophora, família Corallinaceae, subfamília Mastophoroideae.
- São algas marinhas encontradas no Japão, Coreia, China, Vietnã, Indonésia, Austrália,  e em algumas ilhas do Pacífico (Revillagigedo, Micronésia, Fiji e Polinésia Francesa).

## Sinonímia
- Melobesia pacifica  Heydrich, 1901
- Lithoporella pacifica  (Heyrich) Foslie, 1909